# Индеец в Париже
«Индеец в Париже» (фр. Un Indien Dans La Ville) — французская кинокомедия режиссёра Эрве Палю, вышедшая в 1994 году. Фильм на распространённый мотив о приезде варвара в цивилизованный мир.
Кассовые сборы в США $722 182.
Подзаголовок: Из джунглей в джунгли. Девиз: Город — это джунгли. Некоторые лучше к этому приспособлены, чем остальные.
В 1996 году вышел фильм «Из джунглей в джунгли», ремейк к данному фильму.

## Сюжет
Парижский биржевой брокер Стефан Маршадо (Тьерри Лермитт), собираясь вторично жениться, вынужден лететь в дельту Амазонки, чтобы получить согласие на развод от жены, бросившей его когда-то сразу после свадьбы. Там, однако, он находит не только жену Патрисию (Палику), но и 13-летнего сына Мими-Сику, выросшего настоящим дикарём-индейцем. С ним он и возвращается в Париж, устроив большой сюрприз как своей невесте, так и партнёру по бизнесу — Ришару. Мальчик, выросший в джунглях, не теряется в большом городе, а находит его вполне подходящим для себя в полном соответствии с трюизмом о городе как «бетонных джунглях». Мальчик (вместе со своим ручным пауком-птицеедом) путешествует по городу, залезает на Эйфелеву башню, охотится на голубей. И попутно мешает брачным планам отца.
Ситуация осложняется тем, что у отца мальчика возникли проблемы с русской мафией. На время мальчик попадает к Ришару, но вскоре его обнаруживают в постели с дочерью Ришара, Софи, что ещё больше запутывает дело.

## В ролях
- Людвиг Бриан — Мими-Сику
- Тьерри Лермитт — Стефан Маршадо
- Миу-Миу — Патрисия Марашадо (Палику), жена Стефана
- Ариэль Домбаль — Шарлотта
- Патрик Тимзи[англ.] — Ришар Монтиньяк
- Соня Воллеро — Мари Монтиньяк
- Паулин Пинсоль — Софи Монтиньяк
- Стэнли Зана — Джонатан Монтиньяк
- Джеки Берройер — Йоанович, адвокат
- Марк де Йонг — Рустан
- Люба Герчикофф — госпожа Годе, соседка Стефана
- Филипп Брюно — господин Марешаль
- Доминик Беснеар — мэтр Донг
- Шеик Дукуре — господин Бонавентура
- Мари-Шарлотт Леклер — секретарь Россберга
- Владимир Котляров — Павел Кучнуков, русский мафиозо
- Ольга Йироушкова — Соня Кучнукова
- Чик Ортега — сообщник Кучнукова
- Пако Портеро — человек-змея
- Соня Лезинская — стюардесса
- Марк Брюне — полицейский
- Оливье Гемон — полицейский
- Тьерри Десрос — служащий таможенный
- Катя Вайценбок — мисс Ван Ходден
- Гастон Долле — Бенджамин